# فتحي الخولي
فتحي أحمد حسن الخولي (برشوم الكبرى 4 سبتمبر 1922م / 13 محرم 1341 هـ - مكة المكرمة 1 مايو 2010م / 17 جمادى الأولى 1431 هـ) المدرس سابقا بكليتي التربية والشريعة بمكة المكرمة.

## العمل
- تخرج في دار العلوم بمصر عام 1949م ومعهد التربية بجامعة عين شمس بالقاهرة
- وعمل مدرسا للغة العربية بمدارس مصر وليبيا وسوريا
- ثم انتقل إلى المملكة العربية السعودية عام 1377 هـ قبل أكثر من خمسين عاما حيث عمل مدرسا بمعهد المعلمين بالرياض
- ظل يتنقل في التدريس إلى أن اختارته وزارة المعارف عام 1383هـ لتدريس اللغة العربية وفروعها بكليتي التربية والشريعة بمكة المكرمة
- ثم كان أمينا للتوعية الإسلامية بجدة ومشرفا على بعض مدارس تحفيظ القرآن فيها
- كرمته إمارة منطقة مكة المكرمة أخيرا وسلمه الأمير عبد المجيد بن عبد العزيز درع التعليم كأول مدير للمعلمين بجدة
- بعد أن أحيل إلى التقاعد تفرغ لإدارة مدارسه الخاصة بجدة (مدارس التيسير) التي أنشأها عام 1388 هـ وهي من أول المدارس الخاصة التي أنشئت بجدة منذ أكثر من أربعين عاما والتي خرجت المئات من الشباب السعوديين والعرب
- وله مجموعة مؤلفات مدرسية وغيرها بعضها محفوظ على موقعه الحالي باسمه.

## المحاكمة العسكرية
أحاله الرئيس المصري حسني مبارك بصفته الحاكم العسكري للبلاد للمحاكمات العسكرية الاستثنائية ضمن 40 من قيادات الإخوان المسلمين في مصر في ديسمبر 2006
وحصل علي البراءة 3 مرات من القضاء المدني المصري ولكن أبي النظام المصري ذلك وحوله للمحاكمة العسكرية الاستثنائية ليحكم عليه بالسجن لمدة 10 أعوام في 16 أبريل 2008م.
وفي 26 يوليو 2012 أصدر الرئيس المصري محمد مرسي عفوا عاما عنه نشر في الجريدة الرسمية العدد 30 تابع لسنه 2012

## وفاته
نعاه الإخوان المسلمون على موقعهم الرسمي في صباح السبت 1 مايو 2010م / 17 جمادى الأولى 1431 هـ حيث توفي في جدة ودفن في مكة المكرمة غفر الله له وأسكنه فسيح جناته.